# 马光辉
马光辉（1964年9月—），女，中国生物化工专家，中国科学院过程工程研究所研究员、博士生导师，中国科学院院士。